# Taiji Nishitani
Taiji Nishitani, nacido el 1 de febrero de 1981 en Hiroshima, es un ciclista japonés miembro del equipo Aisan Racing. El 23 de octubre de 2014 anunció su retirada del ciclismo tras diez temporadas como profesional y con 33 años de edad.

## Palmarés
| 2003 - 2 etapas del Tour de Hokkaido 2004 - 3 etapas del Tour de Hokkaido 2006 - Tour de Hokkaido, más 1 etapa 2007 - 1 etapa del Tour de Hokkaido - 2 etapas del Tour del Mar de la China Meridional - 2º en el Campeonato de Japón Contrarreloj 2008 - 1 etapa del Tour del Este de Java - 1 etapa del Tour de Hokkaido - 2º en el Campeonato de Japón Contrarreloj 2009 - Campeonato de Japón en Ruta - 1 etapa de la Jelajah Malaysia - 1 etapa del Tour de Singkarak - 3º en el Campeonato de Japón Contrarreloj | 2010 - 1 etapa del Tour de Langkawi - 1 etapa del Tour de Hokkaido 2011 - 1 etapa del Tour de Taiwán - 1 etapa del Tour de Kumano 2012 - 1 etapa del Tour de Japón - 1 etapa del Tour de China I - 3º en el Campeonato Asiático en ruta - 3º en el Campeonato de Japón Contrarreloj 2013 - 2 etapas del Tour de Japón 2014 - 1 etapa del Tour de Tailandia |